# Agema
Agema (stgr. ἄγημα ágēma) – w starożytnej Grecji doborowy oddział wojska. 
W Sparcie (jako hoplici w liczbie 300) oddziały te pełniły rolę straży przybocznej króla.
W wojsku macedońskim stanowili osobistą gwardię królewską, liczącą od 150 do 1000 ludzi, w większości złożoną z jeźdźców. Według W. Tarna mieli powstać przez wydzielenie najliczniejszego (300 konnych) spośród 8 szwadronów (ila) hetajrów. N.G.L. Hammond przedstawia natomiast pogląd, że w armii Aleksandra Wielkiego byli już wyodrębnieni z korpusu hypaspistów. Powstanie ich odnosi jednak do czasów Filipa II, gdy jako gwardia piesza stanowili pierwszy z trzech „pułków” hypaspistów, dowodzony przez samego króla. Dla wyróżnienia lica ich tarcz były przypuszczalnie zdobione malowanymi lub repusowanymi wzorami (brązowanymi bądź złoconymi).  
Jednostki takie istniały również w późniejszych armiach hellenistycznych (przede wszystkim Lagidów i Seleukidów). Strzegąca bezpieczeństwa władcy na polu bitwy agema w wojskach ptolemejskich była zarówno konna, jak i piesza; wiadomo, że podczas czwartej wojny syryjskiej pierwsza liczyła 700 jeźdźców, druga – nawet do 3 tysięcy żołnierzy. 